# Ян Полак
Ян Полак (чеськ. Jan Polák, * 14 березня 1981, Брно) — чеський футболіст, центральний півзахисник німецького клубу «Вольфсбург».
Також відомий виступами за «Брно», бельгійський «Андерлехт» та національну збірну Чехії.
Володар Кубка Німеччини. Володар Кубка Бельгії. 

## Клубна кар'єра
У дорослому футболі дебютував 1996 року виступами за команду клубу «Брно», в якій провів сім сезонів, взявши участь у 124 матчах чемпіонату. 
Згодом з 2003 по 2007 рік грав у складі команд клубів «Слован» та німецького «Нюрнберга». У складі команди з Нюрнберга виборов титул володаря Кубка Німеччини.
Своєю грою за останню команду привернув увагу представників тренерського штабу бельгійського «Андерлехта», до складу якого приєднався 2007 року. Відіграв за команду з Андерлехта наступні чотири сезони своєї ігрової кар'єри.
До складу клубу «Вольфсбург» приєднався 2011 року. Наразі встиг відіграти за «вовків» 18 матчів в національному чемпіонаті.

## Виступи за збірні
1996 року дебютував у складі юнацької збірної Чехії, взяв участь у 55 іграх на юнацькому рівні (в командах різних вікових категорій), відзначившись 3 забитими голами.
Протягом 2001–2003 років залучався до складу молодіжної збірної Чехії. На молодіжному рівні зіграв у 51 офіційному матчі.
1999 року дебютував в офіційних матчах у складі національної збірної Чехії. Наразі провів у формі головної команди країни 57 матчів, забивши 7 голів. 
У складі збірної був учасником чемпіонату світу 2006 року у Німеччині, а також чемпіонату Європи 2008 року в Австрії та Швейцарії.

## Титули і досягнення
- Володар Кубка Німеччини (1):

«Нюрнберг»:  2006–07
- Чемпіон Бельгії (1):

«Андерлехт»:  2009–10
- Володар Кубка Бельгії (1):

«Андерлехт»:  2007–08
- Володар Суперкубка Бельгії (2):

«Андерлехт»:  2007, 2010
- Чемпіон Європи (U-21): 2002